# Daniel Silvan Evans

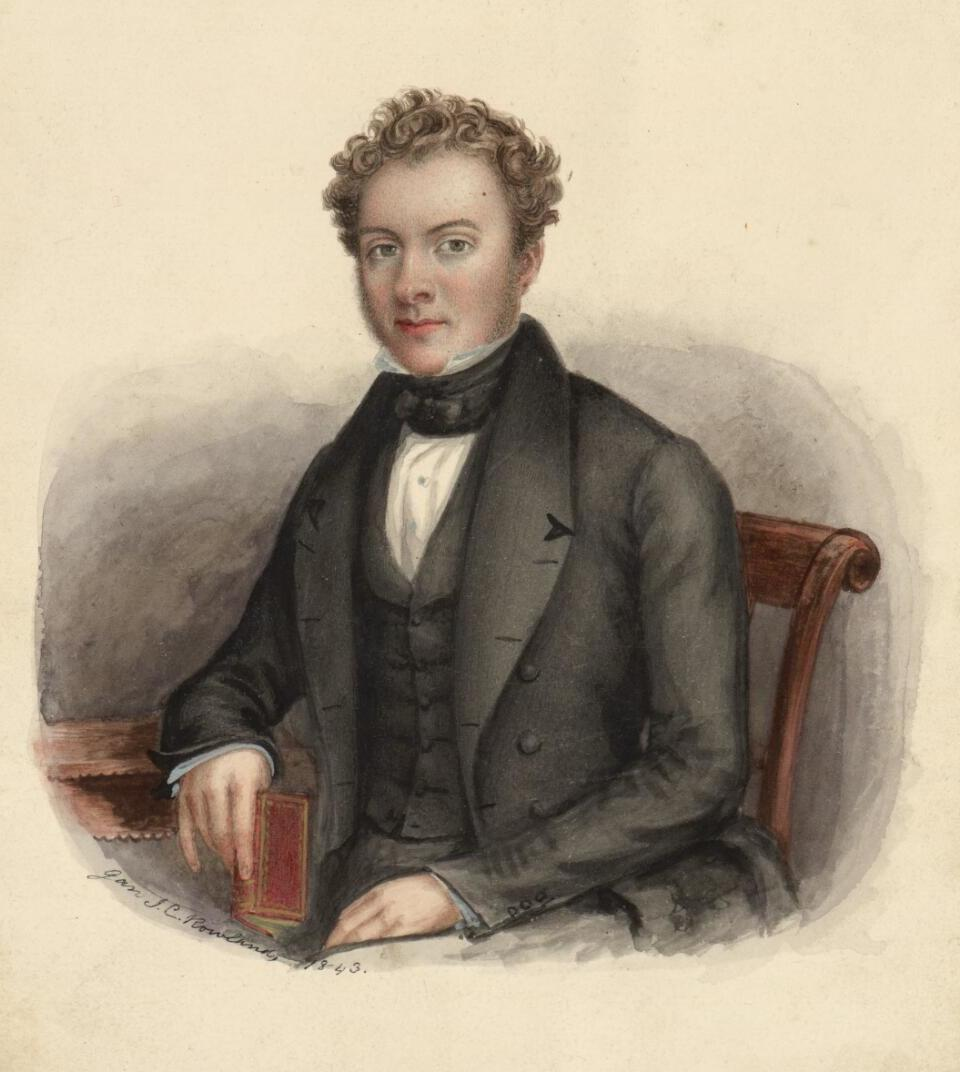
Daniel Silvan Evans

Daniel Silvan Evans (Llanarth, 11 januari 1818 – Llanwrin, 12 april 1903) was een Welsh priester, lexicograaf en dichter.

## Leven
Evans werd geboren als zoon van Silvanus en Sarah Evans. Hij kreeg zijn opleiding aan de Thomas Phillips' school in Neuaddlwyd  en aan het Independent College in Brecon. Na zijn huwelijk met Margaret Walters trad hij toe tot de Anglicaanse kerk. In 1849 werd hij tot predikant gewijd. Hij was de auteur van het Geiriadur Cymraeg, een belangrijk woordenboek van de Welshe taal.